# Fanatique (film, 1981)
Pour les articles homonymes, voir Fanatique.
Fanatique (The Fan) est un film américain d'Edward Bianchi (en) sorti en salles en 1981.

## Synopsis
Douglas Breen est un fan de la vedette Sally Ross. Mais un jour, il assassine la jeune femme responsable du courrier de son idole, car il n'a pas reçu de réponse à ses lettres. C'est ensuite au tour du partenaire de Sally d'être assassiné.

## Fiche technique
- Titre original : The Fan
- Réalisation : Edward Bianchi (en)
- Scénario : Priscilla Chapman et John Hartwell, d'après le roman de Bob Randall
- Musique : Pino Donaggio
- Genre : Thriller horreur
- Pays :  États-Unis
- Date de sortie en salles : 15 mai 1981 (États-Unis)
  - Classification :
- États-Unis : R
- France : interdit aux moins de 12 ans lors de sa sortie

## Distribution
- Lauren Bacall (VF : Kathy Vail) : Sally Ross
- James Garner (VF : Gérard Dessalles) : Jake Berman
- Michael Biehn (VF : Edgar Givry) : Douglas Breen
- Dwight Schultz : Director
- Maureen Stapleton : Belle Goldman
- Hector Elizondo (VF : Mario Santini) : l'inspecteur Raphael Andrews
- Anna Maria Horsford : Emily Stolz
- Dana Delany : la vendeuse dans le magasin de disques
- Griffin Dunne : l'assistant producteur